# تأثير المراقب (الفيزياء)

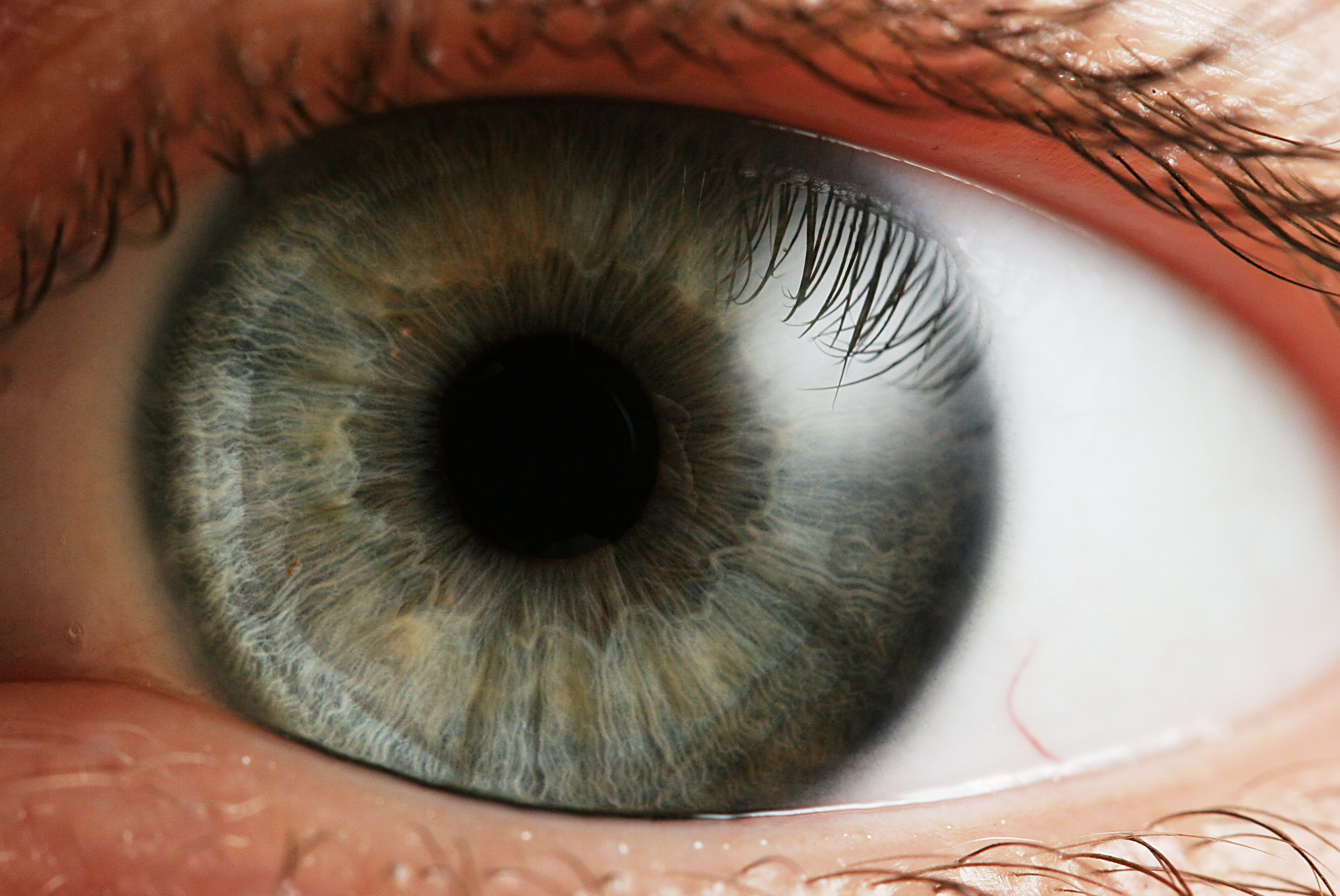

في الفيزياء، تأثير المراقب هو نظرية تنص على أن مراقبة ظاهرة معينة تغير حتمًا من تلك الظاهرة. هذا غالبًا ما يكون نتيجة الأدوات التي تغير حالة ما تقيسه بطريقة ما. مثال شائع هو فحص الضغط في إطارات السيارات. من الصعب القيام بذلك دون ترك بعض الهواء خارجًا، وبالتالي تغيير الضغط. وبالمثل، لا يمكن رؤية أي جسم دون وصول الضوء إلى الجسم، مما يجعله يعكس ذلك الضوء. في حين أن تأثيرات المراقب غالبًا ما تكون ضئيلة، فالجسم المُقاس يواجه تغييراً. يمكن العثور على هذا التأثير في العديد من مجالات الفيزياء، ولكن عادة ما يمكن اختزاله باستخدام أدوات أو تقنيات مراقبة مختلفة.
يحدث تأثير المراقب بشكل غير عادي في ميكانيكا الكم، كما هو موضح في التجربة ذات الشق المزدوج. وجد الفيزيائيون أنه حتى المراقبة السلبية للظواهر الكمومية (عن طريق تغيير جهاز الاختبار و «استبعاد» كل الاحتمالات بشكل سلبي واستثناء احتمال واحد)، يمكنه تغيير النتيجة المقاسة. من الأمثلة الشهيرة بشكل خاص تجربة 1998 فايزمان. على الرغم من أن المراقب في هذه التجربة هو كاشف إلكتروني -ربما بسبب افتراض أن كلمة مراقب تعني شخصًا - أدت نتائجها إلى الاعتقاد الشائع بأن العقل الواعي يمكن أن يؤثر بشكل مباشر على الواقع. لا تدعم الأبحاث العلمية الحاجة إلى كون المراقب واعيًا، واُشير إليها على أنها فكرة خاطئة ناتجة عن الفهم الضعيف لوظيفة موجة الكم ψ وعملية قياس الكم. على ما يبدو، توليد المعلومات في أبسط مستوياتها هو الذي ينتج هذا التأثير.

## فيزياء الجسيمات
يُكتشف الإلكترون عند التفاعل مع الفوتون؛ هذا التفاعل سيؤدي حتما إلى تغيير مسار هذا الإلكترون. من الممكن أن تؤثر وسائل القياس الأخرى الأقل مباشرة على الإلكترون. من الضروري أيضًا التمييز بوضوح بين القيمة المقاسة للكمية والقيمة الناتجة عن عملية القياس. على وجه الخصوص، قياس الزخم غير قابل للتكرار في فترات زمنية قصيرة. تُعطى صيغة (أحادية البعد) تتعلق بالكميات المعنية، وفقًا لنيلز بور (1928) {\displaystyle |v'_{x}-v_{x}|\Delta p_{x}\approx \hbar /\Delta t,}حيث:
Δpx هو عدم اليقين في قيمة الزخم المقاسة،
Δt هي مدة القياس،
vx هي سرعة الجسيم قبل القياس،
يرتبط بعد ذلك الزخم المقاس للإلكترون vx، في حين يرتبط زخمه بعد القياس بـ v′x. هذا هو السيناريو الأفضل.

## إلكترونيات
في مجال الإلكترونيات، عادة ما يكون الأميتر والفولتيميتر مربوطين على التوالي أو التوازي مع الدارة، وبالتالي فإن وجودهما يؤثر على التيار أو الجهد الذي يقيسانه عن طريق تقديم حمولة حقيقية إضافية إلى الدائرة، وبالتالي تغيير وظيفة النقل وسلوك الدائرة نفسها. حتى الأجهزة الأقل تأثيرًا مثل مقياس كلامب ميتر، والذي يقيس تيار السلك دون ملامسة السلك، تؤثر على التيار بسبب المحاثة التبادلية.